# Lodowisko Tor-Tor im. Józefa Stogowskiego w Toruniu
Lodowisko Tor-Tor im. Józefa Stogowskiego w Toruniu – lodowisko znajdujące się przy ul. gen. J. Bema 23/29 w Toruniu. Jest patronem jest olimpijczyk i były zawonik TKS Toruń Józef Stogowski. Operatorem lodowiska jest Miejski Ośrodek Sportu i Rekreacji.
Zostało oddane do użytku 6 stycznia 1960 roku. W dniu otwarcia lodowiska pierwszy mecz rozegrano między Pomorzaninem Toruń a ŁKS Łódź, który zakończył się wynikiem 4:2 dla Pomorzanina. Na podstawie projektu Czesława Sobocińskiego w 1986 roku lodowisko zadaszono. Dwa lata później zamontowano krzesełka. W 2009 roku lodowisko wyposażono w drugą taflę treningową. 5 marca 2024 roku na budynku lodowiska odsłonięto tablicę pamiątkową, upamiętniającą 100-lecie hokeja na lodzie w Toruniu.
Na lodowisko odbywały się m.in: turniej Euro Ice Hockey Challenge w lutym 2007 roku, mistrzostwa świata do lat 18 w kwietniu 2008 roku oraz Mistrzostwa Świata I Dywizji w kwietniu 2009 roku.
Jest to pierwsze sztuczne lodowisko w Toruniu. Ma dwie płyty lotniska o wymiarach 30 × 60. Widownia liczy 2997 miejsc. Stanowi miejsce ćwiczeń dla hokeistów, łyżwiarzy, zawodników short tracka. Ponadto na lodowisko ćwiczą uczniowie w ramach godzin wychowania fizycznego oraz odbywają się rewię na lodzie, galę kick-boxingu i koncerty muzyczne.
Obiekt wpisany jest do gminnej ewidencji zabytków (nr 2567).